# Suzuki AY 50
AY 50 - skuter japońskiej firmy Suzuki, która od 1952 roku produkuje motocykle. 
Do 1998 roku produkowana była wersja zwykła tego skutera (Suzuki AY50 Katana) oraz wersja usportowiona z dużo większą mocą (Suzuki AY50 Katana Performance). Zostało wyprodukowanych jedynie 500 egzemplarzy tej wersji Katany. Od 1999 roku produkowana była z innym silnikiem (Suzuki AY50 Katana WR) i z zupełnie nowym designem. 
Skuter ten jest bardzo podatny na tuning optyczny i mechaniczny. Kanapa jest bardzo wygodna i nie daje o sobie znać dłuższa jazda. Przy projektowaniu skutera projektanci wzorowali się na motocyklu sportowym. Wyposażono go w soczewkową lampę. Felgi mają rozmiar 13'. Skuter wygląda bardzo agresywnie, ma sportową linię i co najważniejsze posiada niezawodny japoński silnik, który ma niebywałe osiągi.

## Dane techniczne
- Pojemność skokowa: 50 cm³,
- Prędkość maksymalna: 50 km/h (blokada),
- Wymiary: 1860x650 mm,
- Waga: 74 kg.